# Filipp Kirkorov
Filip Bedrosovič Kirkorov (* 30. dubna 1967 Varna, Bulharsko) je ruský popový zpěvák bulharského původu.

## Život
Narodil se 30. dubna 1967 ve Varně v Bulharsku. Jeho otec je bulharský zpěvák arménského původu a matka ruského původu.
Roku 1988 se Kirkorov poprvé setkal s populární ruskou zpěvačkou Allou Pugačovou. Ta ho pozvala na svůj novoroční koncert. Společně s ní cestoval a hrál v Austrálii a Německu. Roku 1994 se s Pugačovou oženil, později se s ní však rozvedl.
Účinkoval v mnoha pěveckých show, ale také ve filmu Zlatá rybka. Jednou z jeho nejúspěšnějších písní byla píseň „Sneg“.
V roce 2016 Philip Kirkorov také vydal svou vlastní parfémovou řadu «Ya», která byla vytvořena jako součást propagace jeho turné «Ya».
V prosinci 2023, za probíhající ruské invaze na Ukrajinu, se zúčastnil Téměř nahé párty v Moskvě. Za svou účast se pak, stejně jako další účastníci, veřejně omluvil. „V životě každého člověka jsou chvíle, kdy vstoupí do špatných dveří,“ uvedl Kirkorov. Doplnil, že on i další celebrity by si měli pečlivě vybírat akce „v této těžké době, době hrdinství“.

## Ocenění
V roce 2008 byl jmenován národním umělcem Ruské federace.